# 最高人民法院赔偿委员会办公室
最高人民法院赔偿委员会办公室，位于北京市东城区东交民巷27号，是中华人民共和国最高人民法院内设机构。

## 沿革
1995年1月，最高人民法院成立最高人民法院赔偿委员会并设立最高人民法院赔偿委员会办公室。
1999年4月26日，最高人民法院赔偿委员会第7次会议通过了《最高人民法院赔偿委员会工作规则》。2014年12月4日，最高人民法院赔偿委员会第21次会议修订了该规则。
2008年最高人民法院经研究决定，自2008年10月1日起将原由最高人民法院审判监督庭负责的国家赔偿确认工作调整为由最高人民法院赔偿委员会办公室负责。2008年11月28日，《最高人民法院关于赔偿委员会办公室负责审理国家赔偿确认案件的通知》（法发〔2008〕34号）下发。
最高人民法院赔偿委员会办公室原先设在最高人民法院行政审判庭。2000年12月4日，《最高人民法院机关内设机构及新设事业单位职能》（法发〔2000〕30号）发布，其中规定最高人民法院赔偿委员会办公室设在最高人民法院行政审判庭，职能是：
1. 依法办理应由本院赔偿委员会受理的国家赔偿案件。
2. 审查处理不服高级人民法院赔偿委员会决定的赔偿申诉案件及少数立案庭移送的不服中级人民法院赔偿委员会决定的赔偿申诉案件。
3. 办理赔偿委员会日常事务，执行赔偿委员会决定事项[4]。

2012年6月，最高人民法院单独设置最高人民法院赔偿委员会办公室，以便进一步保障公民权益。

## 职能
目前赔偿委员会办公室“主要负责审理最高人民法院赔偿委员会受理的国家赔偿案件；执行赔偿委员会决定事项；审查处理赔偿告诉、申诉案件。”

## 历任领导
| 主任 …… - 刘志新（？—？） - 孙际泉（？—？） - 杨临萍（2011年5月—2014年8月） - 刘合华（？—？） - 刘竹梅（？—2021年2月） - 孔玲（2021年2月—2023年6月） - 王振宇（2023年10月—） | 副主任 …… - 汤鸿沛（？—？） - 胡仕浩（？—2015年） - 陈现杰（？—2016年） - 祝二军（？—2021年） - 王振宇（？—2022年） - 汪国献（2022年—） - 苏戈（2023年—） |